# Taxi 0-22
Taxi 0-22 est une série télévisée québécoise humoristique en 43 épisodes de 23 minutes diffusée entre le 25 janvier 2007 et le 1er décembre 2009 sur le réseau TVA.

## Synopsis
Cette comédie hebdomadaire met en vedette l'humoriste et comédien Patrick Huard dans le rôle de Rogatien Dubois Jr. Il a pour but de critiquer l'actualité et de dire tout haut ce que tout le monde pense tout bas à ses clients.

## Distribution
- Patrick Huard : Rogatien Dubois, Jr.
- Sylvie Boucher : Nancy Caron
- Jean Turcotte : Johnny Bilodeau
- Yvon Deschamps : Père de Rogatien
- Clauter Alexandre : Robert
- François Arnaud : Marc-André
- François Lambert : Vaisselle
- Rosie Yale : Directrice du Centre d'hébergement
- Elisabeth Locas : Melissa
- Patrick Power : Client Snack Bar
- Martine Francke : Infirmière

## Fiche technique
- Scénaristes : Pierre Ouimet, Alexandre Riendeault, Julien Tapp, Éva Legrand, Josée Fortier, Paco Lebel, Benoit Chartier, René Brisebois, Pascal Lavoie
- Réalisation : Patrick Huard
- Société de production : Films Jessie inc.

## Épisodes et invités

### Première saison (2007)
1. Garou
2. Lise Dion et Pierre Lebeau
3. Jacques Demers et Anne-Marie Losique
4. Guy Mongrain
5. Pierre Falardeau
6. Guy Fournier et Louis-José Houde
7. Lucie Laurier et Josée di Stasio
8. Dominique Michel
9. Julie Pelletier et Benoît Gagnon
10. Guy A. Lepage

### Deuxième saison (2008)
1. Stéphane Quintal et Mathieu Dandenault
2. Marc Labrèche
3. Martin Matte
4. Ron Fournier
5. Cheerleaders des Alouettes de Montréal
6. Claude Poirier et Daniel Brière
7. Michel Barrette
8. (pas d'invité)
9. Ricardo Larrivée
10. Denise Filiatrault
11. Ginette Reno

### Troisième saison (hiver 2009)
1. Denis Bouchard
2. Julie Perreault
3. (pas d'invité)
4. Pierre Mailloux
5. Geneviève Thibault
6. Karine Vanasse
7. Chantal Petitclerc
8. (pas d'invité)
9. (pas d'invité)
10. Claude Legault
11. Paul Houde et Charles Lafortune

### Quatrième saison (automne 2009)
1. Élisabeth Brodeur
2. Guillaume Lemay-Thivierge
3. Line Beauchamp
4. Denys Arcand
5. Les Grandes Gueules
6. Patrick Norman
7. Daniel Laflamme
8. Yves Corbeil
9. Julie Snyder
10. Stéphane Rousseau
11. (pas d'invité)

## DVD
Chaque coffret contient 3 DVD.
- Première saison : sortie le 13 novembre 2007
- Deuxième saison : sortie le 4 novembre 2008
- Troisième saison : sortie le 27 octobre 2009
- Quatrième saison : sortie le 20 avril 2010[2]

## Commentaires
- Le zéro du titre de l'émission ne se prononce pas, alors on dit « Taxi 22 ».

## Adaptations
- Cette comédie a également été vendue internationalement, dont on retrouve une version brésilienne nommée Faça sua Historia.
- En mai 2010, un projet de série américaine Taxi 22 a été développée par James Gandolfini pour HBO[3]. Le projet n'a pas abouti et a atterri sur le bureau du réseau CBS en juin 2013[4], qui a commandé le pilote en janvier 2014[5]. La série n'a pas été retenue.